# (200411) 2000 SW105
(200411) 2000 SW105 es un asteroide perteneciente al cinturón de asteroides, región del sistema solar que se encuentra entre las órbitas de Marte y Júpiter, descubierto el 24 de septiembre de 2000 por el equipo del Lincoln Near-Earth Asteroid Research desde el Laboratorio Lincoln, Socorro, Nuevo México, Estados Unidos.

## Designación y nombre
Designado provisionalmente como 2000 SW105. 

## Características orbitales
2000 SW105 está situado a una distancia media del Sol de 2,411 ua, pudiendo alejarse hasta 2,911 ua y acercarse hasta 1,911 ua. Su excentricidad es 0,207 y la inclinación orbital 1,389 grados. Emplea 1367,73 días en completar una órbita alrededor del Sol.

## Características físicas
La magnitud absoluta de 2000 SW105 es 16,9. 